# Tata Motors

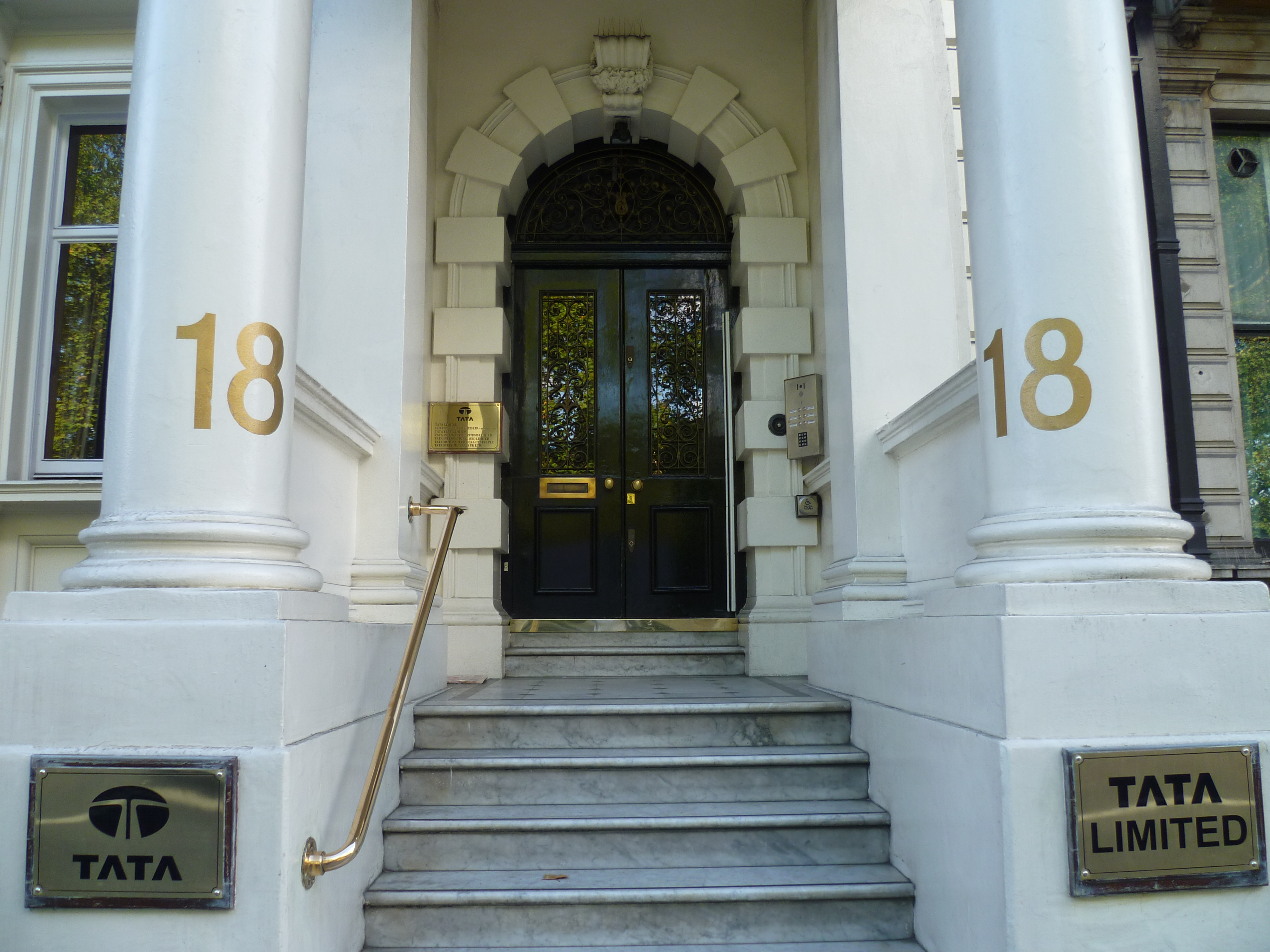
Siège européen de Tata Motors (Londres), situé au 18 Grosvenor Place, une rue du centre-ville située dans le quartier de Westminster.

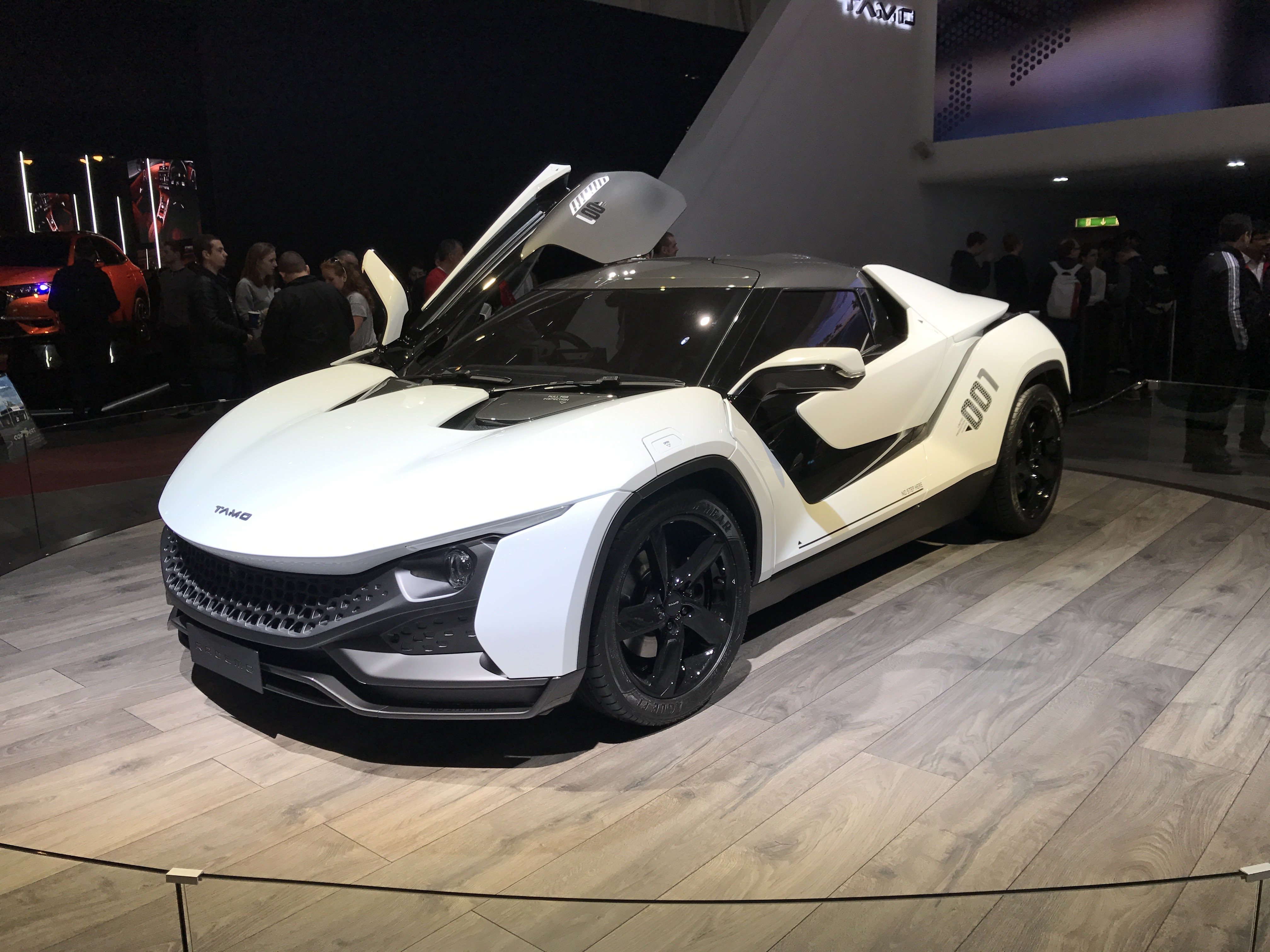
Tata Racemo

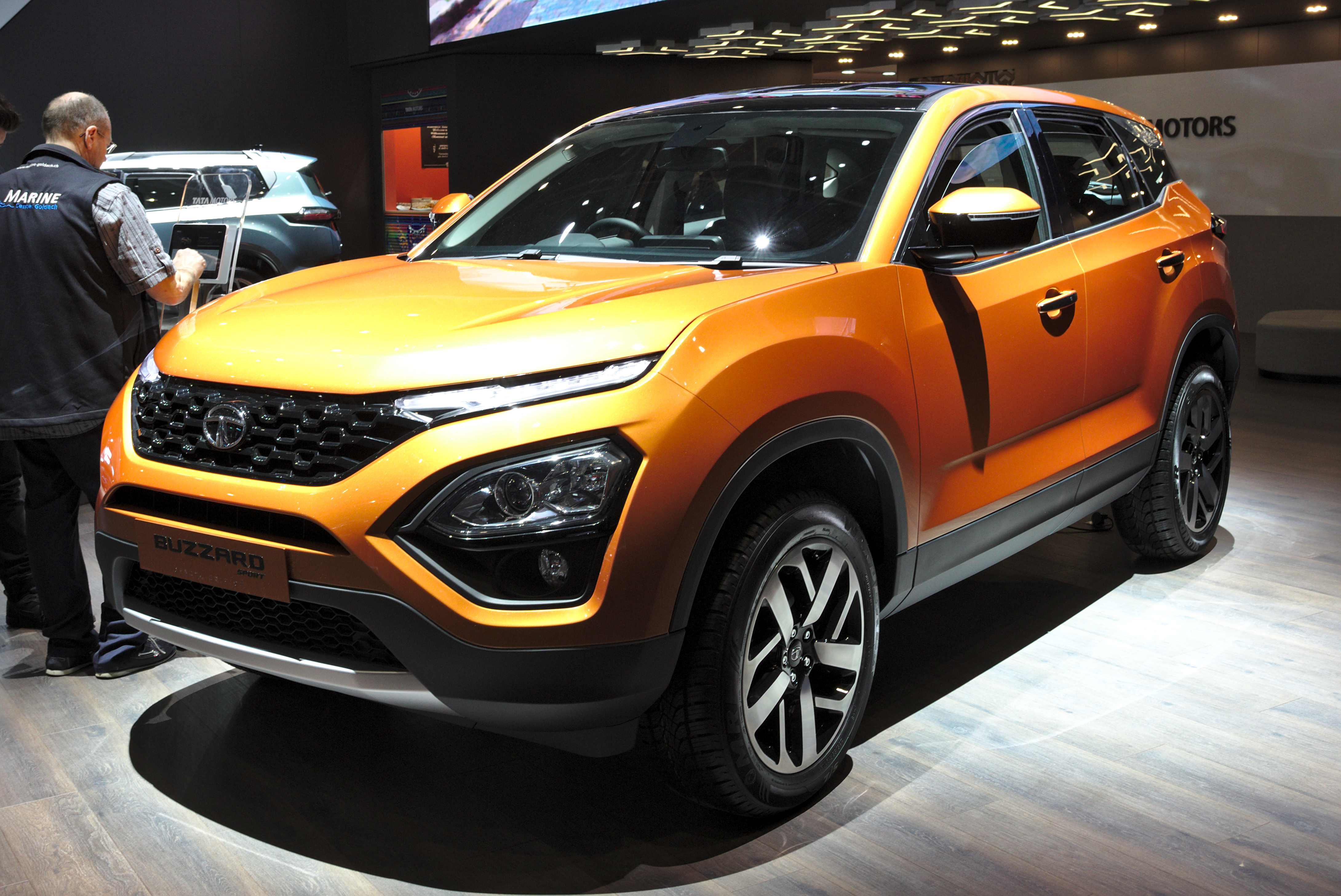
Tata Buzzard

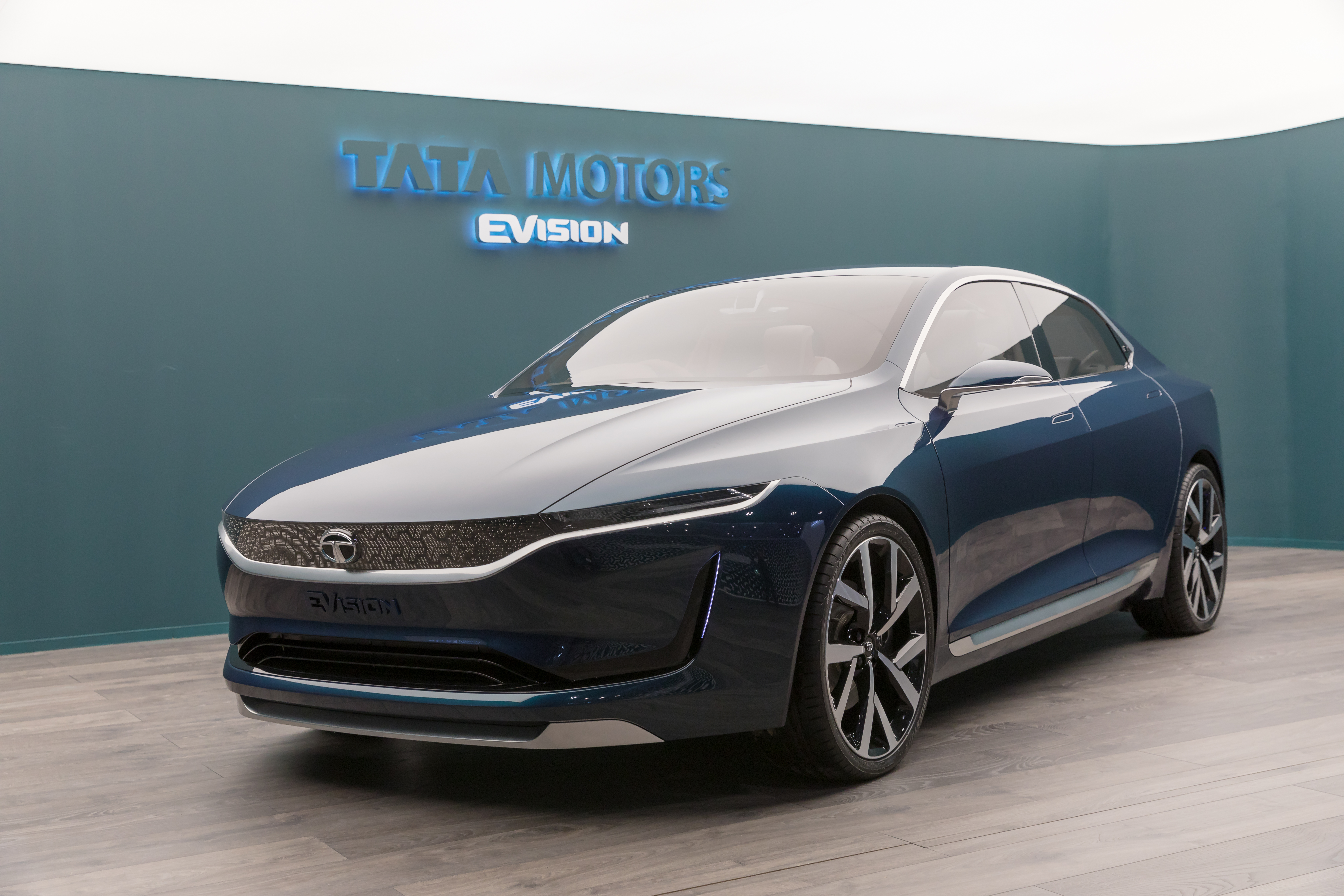
Tata EVision

Tata Motors Limited (en hindi : टाटा मोटर्स), anciennement connu sous le nom de Telco (Tata Engineering and Locomotive Company), est le plus grand constructeur automobile indien. Il fait partie du Groupe Tata. Son siège social est à Bombay, dans l’État du Maharashtra.
Le siège européen de Tata Motors est situé dans le quartier londonien de Westminster.

## Histoire
- 1945 : création de Tata Motors par Jamshetji Tata, initialement pour produire des trains.
- 2004 : première cotation au New York Stock Exchange. Tata Motors rachète la branche de camions du sud-coréen Daewoo et la rebaptise Tata Daewoo Commercial Vehicle qui aujourd'hui est devenu le secteur utilitaire du constructeur indien.
- 2007 : Tata Motors signe un contrat de transfert de technologie avec Motor Development International, la marque du français Guy Nègre afin de produire son moteur à air comprimé en Inde.
- Janvier 2007 : Tata Motors annonce avoir conclu un accord de coopération pour la création d'une coentreprise industrielle en Inde avec Fiat où seront fabriqués des voitures particulières, des moteurs et des transmissions pour le marché indien et l’exportation.
- Le 10 janvier 2008, elle s'est distinguée en annonçant la Tata Nano, une voiture produite et vendue à bas prix.
- Le 18 janvier 2008, Tata Motors fonde Jaguar Land Rover comme société de portefeuille pour l'acquisition de Jaguar et Land Rover.
- Le 26 mars 2008, Tata Motors rachète Jaguar et Land Rover à Ford[8]. Le prix de vente communiqué officiellement par le groupe américain est de 2,3 milliards de dollars. Après ce rachat, Tata Motors les a intégrés dans Jaguar Land Rover.

- Septembre 2008 : arrêt de la construction de l'usine de Singur, près de Calcutta, où devaient être produits les modèles Tata Nano, à la suite de manifestations d'agriculteurs et de militants politiques.
- 18 décembre 2008 : Tata signe un contrat avec la Scuderia Ferrari. Ce contrat annonce la fourniture de logiciels. Ce sera la première fois que le logo d'une marque indienne apparaît sur la carrosserie de la F2009.
- Janvier 2009 : suppression de 450 postes chez Jaguar-Land Rover en raison de la chute des ventes des véhicules de luxe[9].
- Octobre 2009 : Tata Motors rachète le constructeur d'autobus espagnol Hispano.
- 2013 : fin 2013, après 5 ans de tests et de validation du concept, Tata Motors devait lancer, en Inde, les premiers véhicules commerciaux au monde, à rouler à l'air comprimé (moteurs conçus par la société française MDI) et baptisés « Mini CAT »[10] ; ces voitures n'ont jamais été commercialisées.
- Le 26 janvier 2014, son PDG Karl Slym est retrouvé mort dans un palace thaïlandais[11].
- Le 15 février 2016, l'allemand Guenter Butschek, ancien directeur de l'exploitation d'Airbus, est nommé à la direction de Tata Motors[12].
- Le 30 juillet 2025, le groupe italien Iveco annonce avoir vendu sa parties véhicules commerciaux à Tata Motors[13].

Le groupe Fiat et Tata Motors avaient déjà uni leurs forces commerciales sur le marché indien, puisque c'est le réseau Tata, renforcé par les leaders Fiat Premier, qui commercialisait depuis mars 2006 les automobiles Fiat et Tata fabriquées localement. Cet accord a été rompu le 2 mai 2012, l'italien reprenant à son compte la distribution et la commercialisation de ses modèles sur le marché indien.
Cette coentreprise concerne la partie industrielle, la fabrication de véhicules, de moteurs et transmissions FPT - Fiat Powertrain Technologies est déjà opérationnelle sur un tout nouveau site de production Fiat India à Ranjangaon dans l'état indien de Maharashtra. La construction de la Fiat Palio a déjà débuté dans l'usine de Ranjangaon.
L'accord signé a permis de commencer la fabrication très rapidement des nouveaux modèles déjà connus en Europe, comme les Fiat Grande Punto et Fiat Linea. Les parties mécaniques comme le réputé moteur Diesel Fiat 1,3 litre Multijet, les moteurs essence 1,2 litre FIRE et 1,4 litre MultiAir y sont également fabriqués.
L'usine dispose d'une ligne spécifique pour un futur modèle Tata. Le site de Ranjangaon est dimensionné pour produire, à plein régime, 100 000 automobiles et 200 000 moteurs et transmissions par an.
L'investissement global a atteint 650 millions d'euros et occupera plus de 4 000 salariés.

## Principaux actionnaires
Au 3 janvier 2020:
| Tata Sons                             | 44,9 % |
| Life Insurance Corp. of India         | 5,10 % |
| Reliance Nippon Life Asset Management | 3,72 % |
| GIC Pte Ltd. (Investment Management)  | 2,45 % |
| SBI Funds Management                  | 1,81 % |
| Dimensional Fund Advisors             | 1,52 % |
| BlackRock Fund Advisors               | 1,48%  |
| ICICI Prudential Asset Management     | 1,36 % |
| The Vanguard Group                    | 1,27 % |
| Ivy Investment Management             | 1,23 % |

## Les modèles
- Tata Nano : petite voiture ultra économique, lancée en mars 2008, affichée l'équivalent de 2 000 euros, et prioritairement destinée au marché indien.
- Tata Indica : citadine 5 portes.
- Tata Indigo : variante trois volumes ou break (Indigo Marina) de l'Indica.
- Tata Indica Vista : voiture de la catégorie de l'Indica, lancée en 2008, mais plus moderne et cohabitant au catalogue avec l'Indica.
- Tata Safari : gros break tout chemin à deux ou quatre roues motrices.
- Tata Sumo : véhicule tout chemin à quatre roues motrices.
- Tata Sumo Grande : variante plus moderne du Sumo.
- Tata Xenon : véhicule pick-up fabriqué à Bangkok en Thaïlande et à Sousse (ICAR) en Tunisie.
- Tata Aria : monospace produit à partir de 2010.
- Tata Bolt
- Tata Zest
- Tata Manza
- Tata Magic Iris
- Tata Movus
- Tata Venture
- Tata Winger : utilitaire basé sur un Renault Trafic 1.
- Tata Nexon : SUV compact lancé en 2017 et restylé en 2020[15]
- Tata Punch : SUV urbain[16] lancé en 2021

### Concept cars
- Tata Curvv Concept[17]